# Granida
Granida est une pièce de théâtre en cinq actes à huit personnages et deux chœurs, écrite en langue néerlandaise par Pieter Cornelisz. Hooft entre 1603 et 1605, et publiée en 1615. Elle s'apparente au genre pastoral et comporte plusieurs parties chantées.
Elle connut un énorme succès aux Provinces-Unies tout au long du XVIIe siècle, et le sujet inspira non seulement d'autres poètes, mais également bon nombre de peintres du siècle d'or néerlandais.

## Genèse
Le 1er mars 1605, Pieter Corneliszoon Hooft (1581-1647), poète, et dramaturge autant que rénovateur du théâtre néerlandais, termine sa pièce Granida. Visiblement, il y a travaillé longuement, puisqu’il en a commencé l’écriture en 1603. Pour cette œuvre, le jeune écrivain s’est très certainement inspiré de sa relation avec Ida Quekels, une fille de marchand, son grand amour de jeunesse. Il a également été stimulé par le séjour prolongé qu’il a effectué aux alentours de l’an 1600 en Italie, au cours duquel il a pu entrer en contact avec ce qu’il y avait de plus neuf en matière de littérature et de musique.

## Histoire

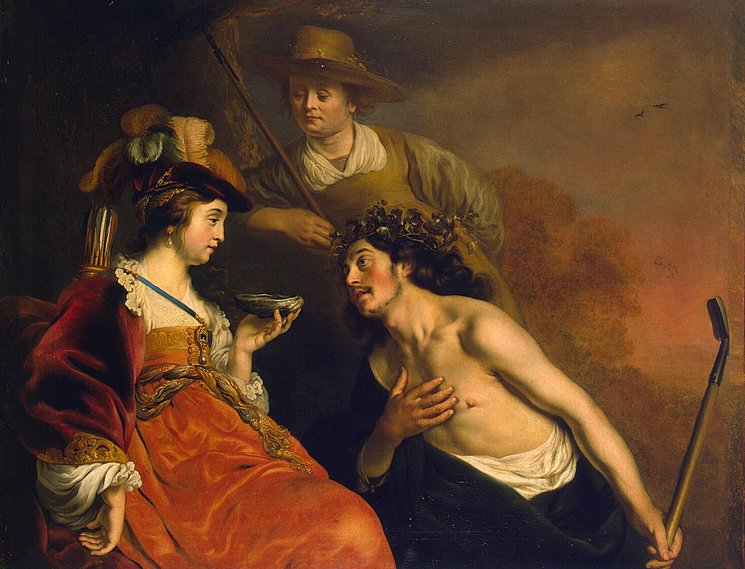
Jacob Adriaensz. Backer, Granida et Daifilo, v.1635 (Musée de l'Ermitage, Saint-Pétersbourg).

La pièce a pour cadre la Perse et débute à la campagne où nous sommes les témoins d’une conversation érotique « musicale » et légère, d’attirance et de rejet, entre le berger Daifilo et la bergère Dorilea. Apparaît alors la princesse Granida qui s’est égarée au cours d’une partie de chasse. L’impression qu’elle produit sur Daifilo est si forte que celui-ci en oublie aussitôt Dorilea. Granida, quant à elle, est touchée par l’attitude courtoise du berger.
Le second acte introduit à la cour de Perse où l’on retrouve Daifilo. Il est entré au service de Tisiphernes, un courtisan en vue qui convoite la main de la fille du roi, Granida. Il a cependant un rival en la personne d’Ostrobas qui, bien que prince parthe, n’en est pas moins grossier et exige de manière autoritaire d’épouser la princesse. Un duel va décider à qui d’Ostrobas ou de Tisiphernes sera accordée la main de la princesse.
Au début du troisième acte, Daifilo propose de remplacer Tisiphernes durant le combat : il aura le visage dissimulé derrière une visière et personne ne sera en mesure de le reconnaître. Après un court moment d’hésitation, Tisiphernes accepte. Le duel a lieu. Daifilo l’emporte sur son adversaire et le tue.
Granida devient la fiancée de Tisiphernes, mais, entre-temps, elle a pris conscience des sentiments qu’elle éprouve à l’égard du berger. Avant que le mariage ne soit conclu, les deux amoureux se déclarent mutuellement leur flamme, et Granida a l’idée d’un plan ingénieux pour la faire enlever, avec l'assistance de la nourrice.
Au quatrième acte, le rapt a lieu. La nourrice annonce alors à Tisiphernes et au roi, avec beaucoup de vacarme, que la déesse Minerve a emporté Granida au « ciel » pour l’accueillir parmi les dieux. Tisiphernes est tellement désemparé par cette nouvelle qu’il renonce à sa situation, offre à Daifilo le pouvoir sur ses domaines (ce que l’intéressé refuse), et part mener une vie de chevalier errant. Il ne reste plus au roi qu’à accepter les faits. Daifilo prend des airs innocents et joue le jeu.
Au cinquième et dernier acte, de nuit, le fantôme d’Ostrobas apparaît à Artabanus, son ancien confident, et lui ordonne de le venger de Daifilo. Plus tard, Artabanus surprend les deux amoureux au moment où ils sont en train de se conter fleurette à la campagne. Il est sur le point de les tuer quand survient le chevalier errant Tisiphernes, qui les délivre et capture l’assaillant.
Au dénouement, tout est révélé : Tisiphernes, ému par un si grand amour unissant deux êtres que tout séparait, leur accorde son pardon. Tous trois se rendent alors à la cour pour avertir le roi. Celui-ci se réconcilie avec sa fille, accepte Daifilo comme gendre, et le mariage peut avoir lieu.

## Genre
Dans l’histoire de la littérature néerlandaise, on classe habituellement Granida dans le genre pastoral qui, au XVIIe siècle, débute en Italie son voyage triomphal à travers l’ouest de l’Europe. Comme d’autres genres littéraires, la littérature pastorale a ses racines dans l’Antiquité classique, et la Renaissance la remet au goût du jour. Les textes pastoraux symbolisent la fuite devant la civilisation raffinée à l’excès et décadente de la cour et l’aristocratie, vers la vie en apparence simple de la campagne.
Mais Granida n'est pas vraiment une œuvre pastorale, puisque seul le premier acte a pour décor l’environnement des bergers. Le deuxième acte et les deux suivants se déroulent à la cour, et le cinquième, s’il commence à la campagne, se termine de nouveau à la cour. Ainsi, les deux univers se courent-ils continuellement l’un après l’autre, de sorte qu’on peut suggérer de parler d’un jeu de cour et de campagne, quoique l’expression ne soit guère explicite. Hooft lui-même a contourné le problème en désignant sa pièce simplement comme un jeu (spel), ce qui signifie que pour lui, en fait, Granida n’est ni une tragédie ni une comédie.

## Thématique

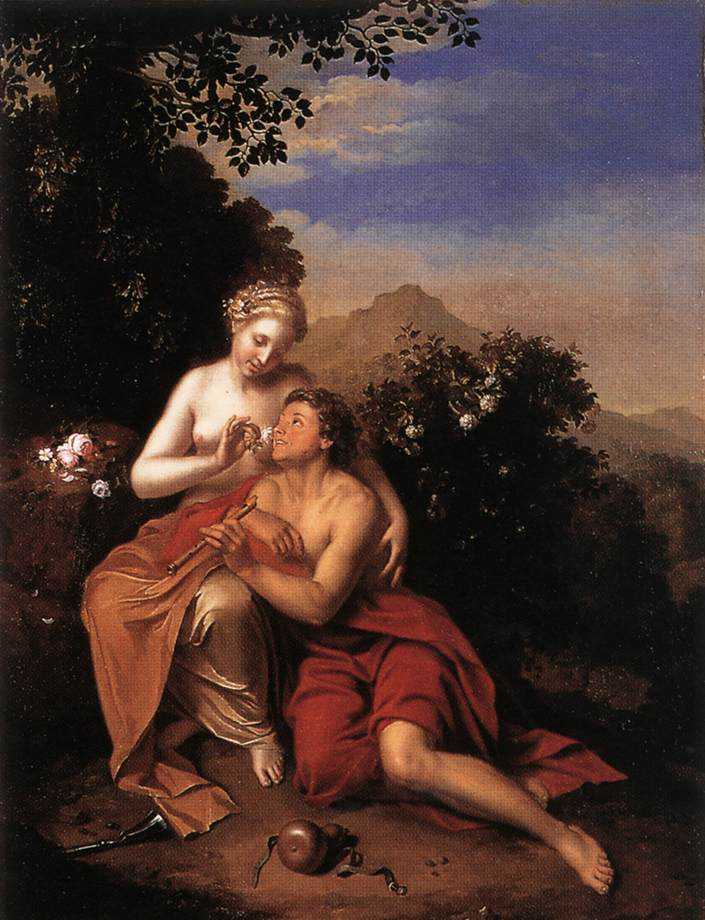
Pieter Van der Werff, Granida et Daifilo, 1711 (Wallraf-Richartz-Museum, Cologne).

Le sujet le plus important de la pièce est la dualité entre l’amour idéal platonique et la réalité terrestre de l’amour érotique. Ce n’est que lorsque ces deux amours vont de pair que peut naître un bonheur harmonieux. À partir du moment où il a vu Granida, Daifilo ne poursuit plus qu’un seul but : aimer Granida par un accord profond entre leurs âmes. Dans le même temps, il sait qu’il lui est impossible de concrétiser ce désir à cause de leurs différences sociales. Il peut seulement essayer de s’approcher de Granida, mais c’est à elle seule que revient de franchir le pas décisif. C’est ce qu’elle fait quand elle se rend compte qu’une même parenté d’âme l’unit à Daifilo et qu’elle prend conscience que les différences sociales ne signifient rien, mais que la vertu élève l’homme et l’anoblit.
Le second sujet est le contraste entre la cour et la campagne, entre un monde d’apparences, corrompu, et la vie « pure » de la nature. Hooft s’écarte des pastorales françaises et italiennes en cela qu’il représente les deux milieux et qu’il ne se cantonne pas à dépeindre la vie idyllique des bergers. Il fait même en sorte que ses personnages principaux trouvent finalement leur destinée à la cour. Ainsi montre-t-il à son public de lecteurs et de spectateurs, avec un exemple positif, leur responsabilité sociale. Chez Daifilo, la rapide métamorphose de simple berger en parfait courtisan est frappante : quand cela l'arrange, Daifilo emprunte lui aussi les habitudes corrompues de la cour et, d’un air impassible, il n'hésite pas à raconter des histoires au roi et à Tisiphernes.

## Structure
Comme la plupart des pièces de la Renaissance, Granida est divisée en cinq actes. Le côté novateur de Hooft transparaît dans l’introduction du chœur. En effet, il a remplacé le chœur anonyme de ses pièces précédentes par des personnages représentant des groupes spécifiques : le Chœur des Bergères et le Chœur des Damoiselles. Les chœurs sont directement concernés par l’action et, par conséquent, font part de leur jugement non pas avec une certaine distanciation, mais avec une forte implication. Les scènes de tension dramatique, tels le duel, l’apparition du fantôme et l’attaque du couple d’amoureux, permettent de procéder aux transitions nécessaires.
On peut remarquer des différences de ton : ainsi le dialogue entre Daifilo et Dorilea au début est-il extrêmement léger et ludique puis, une fois que Granida entre en scène, c’est le sérieux qui domine, et Hooft passe alors au solennel alexandrin.
L’élément musical constitue l’un des grands charmes de la pièce, en particulier les différentes chansons du premier acte. Également les chœurs sont chantés. À en juger d’après ces éléments spécifiques, la musique tout au long de la pièce a joué un grand rôle. Tout ceci dut sans nul doute contribuer à la popularité de Granida.

## Réception et popularité
La pièce fut jouée par la chambre de rhétorique d’Amsterdam De Egelantier (L’Églantier), que Hooft dirigea durant de nombreuses années. Bien que nous ne sachions rien de l’accueil que la pièce reçut alors, tout porte à croire cependant que Granida a dû être populaire dès les premières représentations. En témoigne le fait que des titres comme Het vinnig stralen van de zon et Windeken waar het bos af drilt furent rapidement repris dans des recueils de chants et imités par d’autres poètes. Des personnages de la pièce, à commencer par Granida elle-même, furent appréciés par les auteurs de chansons et apparurent aussi dans des recueils.

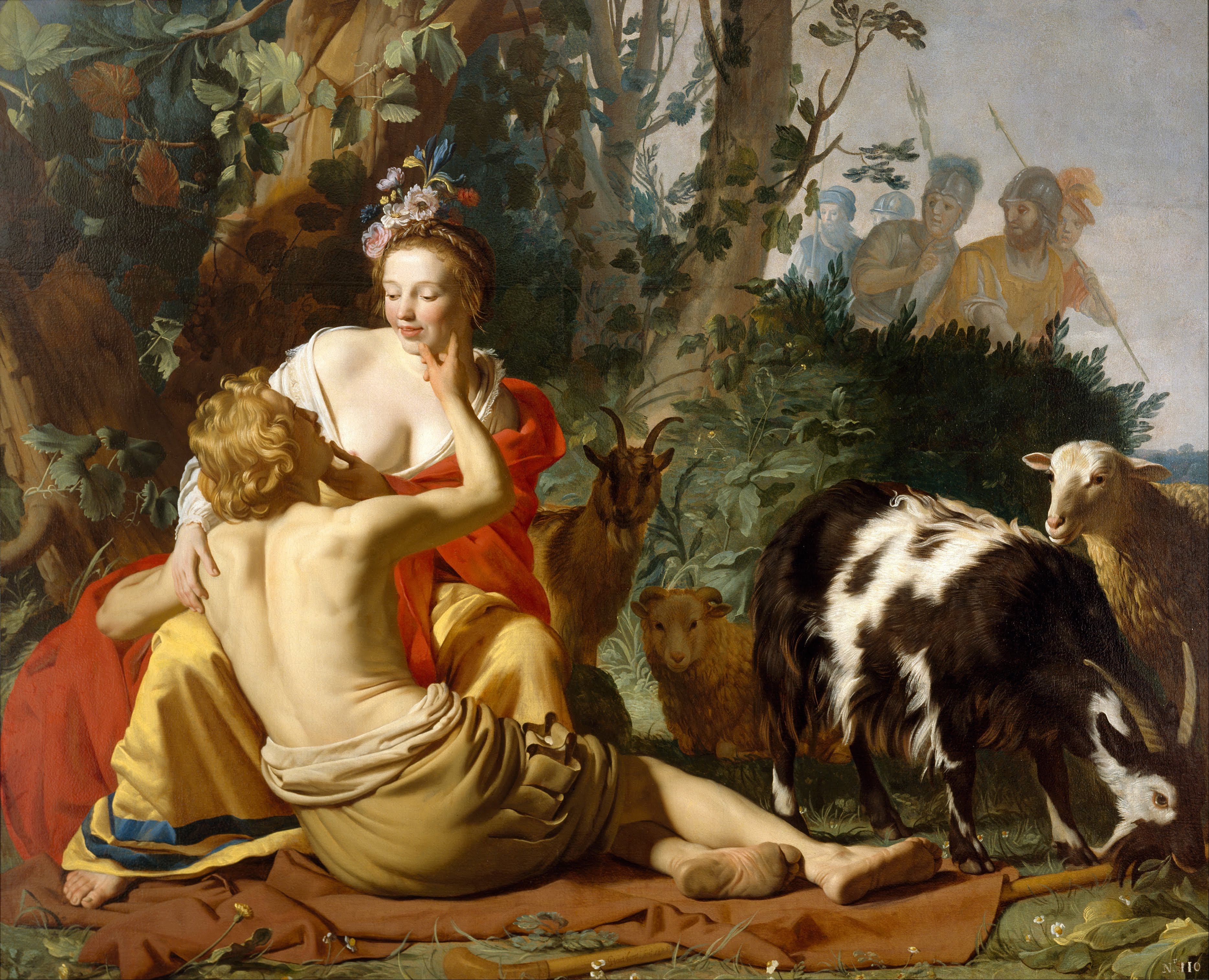
Gerrit van Honthorst, Granida et Daifilo, 1625 (Centraal Museum, Utrecht).

Au XVIIe siècle, Granida figura régulièrement au répertoire de l’Amsterdamse Schouwburg (le Théâtre d’Amsterdam) et, au vu des recettes, la pièce semble avoir été en faveur auprès du public.
Outre les poètes, également des peintres ont puisé leur inspiration dans la pièce, qui visiblement leur offrait des sujets séduisants. Des épisodes de Granida sont représentés dans un grand nombre de tableaux, et en particulier la scène du premier acte dans laquelle Daifilo offre à la princesse Granida un coquillage rempli d’eau. Cette scène était également jugée idéale pour les portraits de mariage : ainsi les dames de bonne famille se faisaient-elles immortaliser en princesses persanes, au côté de leur mari souvent déguisé en berger. Une autre scène fréquemment exploitée est celle de l’attaque du couple par Artabanus et ses hommes, au cinquième acte. C'est d'ailleurs celle-ci que représente le tableau le plus connu ayant pour sujet le berger et la princesse : réalisée en 1625 par Gerrit van Honthorst, l'œuvre, appartenant à la période « post-caravagesque » du peintre, se trouve aujourd’hui au Centraal Museum, à Utrecht.
Ainsi, la Granida de Hooft, au XVIIe siècle, non seulement plut à un large public, mais constitua une source d’inspiration pour des poètes et des peintres.

## Liste de tableaux par ordre chronologique
- Dirck Van Baburen, Le Berger Daifilo donne à boire à la princesse Granida, v.1615-1624.
- Pieter De Grebber, Granida et Daifilo, v.1620.
- Gerrit van Honthorst, Granida et Daifilo, 1625.
- Hendrick Ter Brugghen, Granida et Daifilo, 1625.
- Jan Miense Molenaer, Granida et Daifilo, 1632.
- Jacob Adriaensz. Backer, Granida et Daifilo, v.1635.
- Nicolaes Berchem, Paysage avec la Rencontre de Granida et Daifilo, v.1646-1649.
- Jan van Noordt, Granida et Daifilo, 1663.
- Gerbrand Van den Eeckhout, Portrait d’un jeune garçon en Daifilo, 1642.
- Gérard de Lairesse, Granida et Daifilo, v.1665-1668
- Bartholomeus Van der Helst, Portrait d'Anna du Pire en Granida, 1660.
- Pieter Van der Werff, Granida et Daifilo, 1711.

- attribué à Pieter Codde, Granida et Daifilo, date inconnue.
- Jan Mytens, Double portrait d’un jeune couple en Granida en Daifilo, date inconnue.
- Nicolaes Moeyaert, Granida et Daifilo, date inconnue.

## Sources
- (nl) Cet article est partiellement ou en totalité issu de l’article de Wikipédia en néerlandais intitulé « Granida » (voir la liste des auteurs).
- (nl) H. Duits, « Van Achilles tot Baeto », dans Hooft, Essays, Amsterdam, 1981.
- (nl) L.P. Grijp, Het Nederlandse lied in de Gouden Eeuw, Amsterdam, 1991.
- (en) S.J. Gudlaugsson sj, « Representations of Granida in Dutch Seventeenth-Century Painting, II », dans Burlington Magazine, 90 (1948).
- (nl) K. Porteman et M.B. Smits-Veldt, Een nieuw vaderland voor de muzen, Amsterdam, 2008.
- (nl) W.A.P. Smit, Hooft en Dia, Amsterdam, 1968.
- (nl) P. Van den Brink, J. De Meyere et H. Luijten (dir.) Het gedroomde land. Pastorale schilderkunst in de Gouden Eeuw, Waanders - Centraal Museum, Zwolle, 1993  (ISBN 90-6630-398-0). – Catalogue d’exposition Centraal Museum, Utrecht - Schirn Kunsthalle, Francfort - Musée national d'histoire et d'art, Luxembourg, 1993/1994.
- (nl) N. Veldhorst, De perfecte verleiding, Amsterdam, 2004.